# Gyarina nigritarsis
Gyarina nigritarsis är en insektsart som först beskrevs av Karsch 1890.  Gyarina nigritarsis ingår i släktet Gyarina och familjen Flatidae. Inga underarter finns listade i Catalogue of Life.